# Ratko Mladić
Ratko Mladić (em sérvio Ратко Младић, AFI: [râtkɔ mlǎːditɕ]; Božanovići, Kalinovik, 12 de março de 1943) é um ex-militar sérvio, chefe do Exército da República Sérvia durante a Guerra da Bósnia entre 1992-1995.
Mladić comandou diretamente o Massacre de Srebrenica em julho de 1995, assassinando mais de oito mil muçulmanos bósnios e o cerco de 43 meses a Sarajevo, onde milhares de civis foram mortos por fogo de artilharia e de franco-atiradores instalados nas colinas ao redor da cidade.
O Tribunal Penal Internacional para a ex-Iugoslávia manteve por mais de quinze anos uma ordem internacional de captura e detenção contra ele, baseada em sua regra 61, que considera o ex-general sérvio-bósnio como provável perpetrador de crimes de guerra e crimes contra a Humanidade. A Sérvia e os Estados Unidos chegaram a oferecer cinco milhões de euros por informações que levassem à captura de Mladić. Em outubro de 2010, o governo sérvio intensificou seus esforços pela captura do fugitivo, dobrando a recompensa por informações para €10 milhões. A prisão de Mladić era uma condição fundamental exigida pela União Europeia para possibilitar o ingresso da Sérvia no organismo.
Depois de desaparecido por mais de uma década, Mladić foi finalmente preso na Sérvia em 26 de maio de 2011, com o anúncio de sua prisão feito em Belgrado pelo presidente do país Boris Tadić, que declarou que a prisão do ex-general "removia um fardo pesado dos ombros da Sérvia e fechava uma página infeliz da história do país." Em 2017, foi condenado à prisão perpétua por crimes de guerra cometidos durante o conflito na Bósnia (1992–1995).

## Biografia

### Família e primeiros anos
Mladić nasceu durante a Segunda Guerra Mundial na pequena vila de Božinovići a sudeste de Sarajevo. Na época, o lugar fazia parte da Estado Independente da Croácia, um Estado fantoche de curta existência criado e mantido pela Alemanha Nazista e pela Itália fascista de Mussolini após a invasão e desmembramento da antiga Iugoslávia, em 1941. Seu pai, um militar líder dos sérvios-bósnios, foi morto em 1945 quando participava de um ataque da resistência iugoslava contra à casa do líder fascista croata Ante Pavelić.

### Carreira militar
Mladić entrou para Escola Industrial Militar de Zemun em 1961, depois cursou a Academia Militar KOV e a Academia de Oficiais, onde se formou com as melhores notas de sua classe. Em 1965, seu primeiro posto como oficial foi na cidade de Skopje, onde era o mais jovem soldado da unidade que comandava. Começando com a patente de segundo-tenente, ele rapidamente provou seu valor como oficial, primeiro comandando um pelotão, depois um batalhão e finalmente uma brigada do exército. Em 1989, foi promovido a chefe do departamento de educação do 3º Distrito Militar de Skopje.
Em 1991, um ano de tensões entre os sérvios e a população de maioria albanesa de Kosovo, Mladić comandou o 9.º Corpo do Exército Popular da Iugoslávia contra as forças croatas em Knin, a auto-declarada capital da República Sérvia de Krajina. Em 4 de outubro daquele ano foi promovido a major-general. As forças sob seu comando participaram da Guerra da Croácia, principalmente na operação militar que tentou separar a Dalmácia do resto da Croácia.

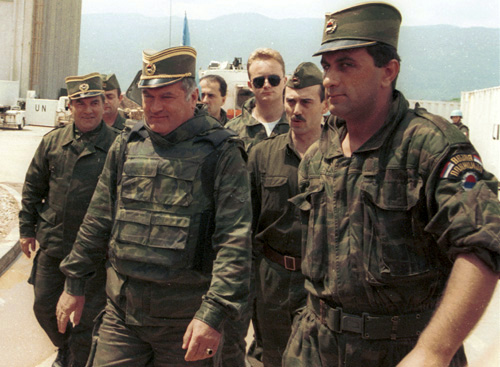
General Ratko Mladić (centro) chega ao aeroporto de Sarajevo para conversações mediadas pela ONU, em junho de 1993. Foto: Mikhail Evstafiev

Em 24 de abril de 1992 foi promovido a coronel-general e poucos dias depois, um mês após a declaração de independência da República da Bósnia, Mladić e seus homens bloquearam a cidade de Saravejo, fechando seu espaço aéreo e cortando toda a água e eletricidade da cidade. Este ato deu início aos quatro anos do Cerco de Sarajevo, o mais longo cerco a uma cidade na história da guerra moderna. Neste período a cidade foi bombardeada por fogo de artilharia e tiros de franco-atiradores das forças de Mladić espalhados a seu redor.
Em 12 de maio de 1992, em resposta à auto-secessão dos bósnios à Iugoslávia, o parlamento separatista sérvio-bósnio criou o VRS, o Exército da República Srpska e Mladić foi nomeado comandante de staff deste exército, posto que manteve até dezembro de 1996. Em junho de 1994 ele assumiu o comando de uma força militar de 80 mil homens estacionados na área.
Em julho de 1995, tropas sob seu comando, atormentadas pelos ataques aéreos de forças da ONU que tentavam fazer com que o ultimato de remover armas pesadas da área de Sarajevo fosse cumprido, ocuparam áreas declaradas como de "segurança da ONU" em Srebrenica e Žepa. Na primeira, cerca de 40 mil bósnios-muçulmanos que lá se encontravam foram expulsos e cerca de 8.300 deles assassinados por ordens de Mladić. Em novembro de 1995, ele foi indiciado por genocídio em Srebrenica. O juiz Fouad Riad, do Tribunal Penal Internacional em Haia, declarou que os eventos ali ocorridos foram "verdadeiras cenas do inferno, escritas nas páginas mais negras da história humana", em referência às execuções sumárias de milhares de homens enterrados em covas coletivas, mulheres violadas, mutiladas e assassinadas, crianças mortas na frente de seus pais e um avô que foi obrigado a comer o fígado de seu próprio neto morto.
Em 4 de agosto de 1995, com uma grande força militar croata posicionada para atacar a região de Krajina na Croácia central, Radovan Karadžić, então presidente da República Srpska, retirou Mladić do comando do VRS e assumiu o posto ele próprio. Karadzic  usou a perda de duas cidades na Sérvia ocidental que haviam caído recentemente em mão dos croatas como desculpa para culpar Mladic e justificar as mudanças no comando da guerra.
Mladić foi rebaixado ao posto de "conselheiro", mas recusou-se a aceitar a ordem pacificamente, pedindo o apoio do povo e dos militares sérvio-bósnios. O presidente tentou desqualificá-lo classificando-o como "louco", mas a óbvia popularidade do general entre o povo e as forças armadas o obrigou a rescindir a ordem uma semana depois.
Em 8 de novembro de 1996 o novo presidente da República sérvio-bósnia, Biljana Plavšić, demitiu Mladić do posto. O general, porém, continuou a receber pensão militar até novembro de 2005.

### Criminoso de guerra
Em 24 de julho de 1995 Mladić foi indiciado por crimes contra a Humanidade, crimes de guerra e genocídio pelo Tribunal Penal Internacional para a ex-Iugoslávia, incluindo o uso de franco-atiradores contra os civis de Sarajevo. Em 16 de novembro de 1995 as acusações foram ampliadas para comportar as ações do general nas áreas de segurança da ONU em Srebrenica, onde ele também foi responsabilizado por fazer reféns entre o pessoal da ONU na área.
Após o fim da guerra, mesmo com seu pedido de captura feito pelo TPI, o general viveu livremente até 2001, quando da prisão de Slobodan Milošević, ex-presidente da Sérvia  e da República Federal da Iugoslávia. Desaparecendo então dos olhos do público, Mladić tornou-se um fugitivo do Tribunal e suspeitou-se por muito tempo que ele se escondia em alguma região entre a Sérvia e a república Bósnia de Srpska. Entre os vários lugares onde teria sido visto estavam um jogo de futebol ocorrido em 2000 entre a China e a Iugoslávia em Belgrado, cercado de guarda-costas, num subúrbio de Moscou, em Atenas ou num bunker dos tempos da guerra, em Han Pijesak, perto de Sarajevo.
Em novembro de 2004, oficiais de departamento de defesa britânico admitiram que o uso da força militar não era o mais apropriado para capturar o fugitivo e outros suspeitos para levá-los a julgamento. Um mês depois disso, em dezembro de 2004, veio a público a notícia que o exército sérvio, apesar de proclamar publicamente repetidas que tentava colaborar com o Tribunal em localizar e entregar acusados de crimes de guerra, escondeu e protegeu Ratko Mladić até o verão de 2004.
Em junho de 2006, começaram a aparecer notícias de que o general havia sofrido um ataque do coração e teria poucas possibilidades de sobreviver. Ao mesmo tempo, o presidente do Partido Democrata da Sérvia, Andrija Mladenović, levantava a questão de quem seria o responsável pela suspensão das negociações com a União Europeia - que recusava a entrada da Servia na organização enquanto Mladić não fosse preso - se o general morresse. Algumas fontes informavam que sua aparência tinha mudado completamente devido à idade e a uma saúde frágil.

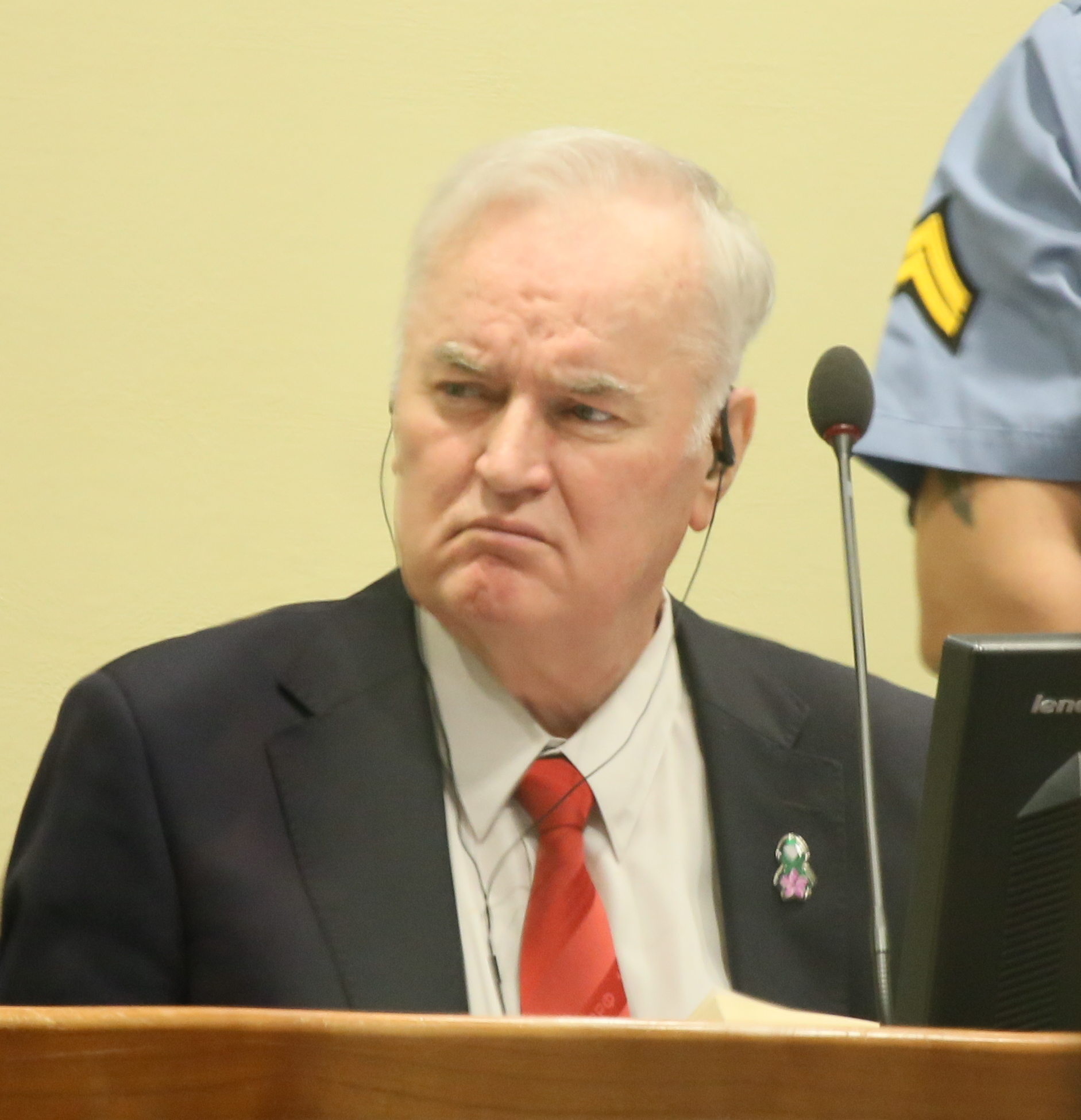
Mladić preso em julgamento em Haia.

Em 16 de junho de 2010 a família de Ratko Mladić entrou com uma petição junto ao governo sérvio para que ele fosse declarado morto, em virtude de seu desaparecimento por sete anos. Se a petição fosse aprovada, a esposa de Mlatic poderia vender a propriedade em que morava e receber uma pensão vitalícia do Estado. O pedido, entretanto, foi rejeitado pelas autoridades sérvias.

### Captura e prisão
Finalmente, quinze anos após seu indiciamento pelo TPI e dez anos após seu desaparecimento público, Ratko Mladić foi preso em 26 de maio de 2011, no vilarejo de Lazarevo, na província de Vojvodina, no norte da Sérvia, onde vivia sob o nome de 'Milorad Komadic'. Apesar de usar um nome falso, o fugitivo não foi preso usando alguma barba ou disfarce, apenas sua aparência tinha envelhecido bastante e um de seus braços era vítima de paralisia.
O anúncio de sua prisão foi feito em Belgrado pelo presidente do país Boris Tadić, que declarou que a prisão do ex-general "removia um fardo pesado dos ombros da Sérvia e fechava uma página infeliz da história do país".
Em 22 de novembro de 2017, Ratko Mladic foi condenado pelo Tribunal Penal Internacional para a Antiga Iugoslávia à prisão perpétua por crimes de guerra. Entre as acusações estavam sua participação no massacre de Srebrenica e no cerco de Sarajevo, durante a Guerra da Bósnia.